# Gare d'Emmachi
La gare d'Emmachi (円町駅, Enmachi-eki) est une gare ferroviaire située à Kyoto au Japon, située sur la ligne Sagano. La gare est exploitée par la compagnie JR West.

## Situation ferroviaire
La gare d'Enmachi est située au point kilométrique (PK) 5,8 de la ligne principale San'in (appelée à cet endroit ligne Sagano).

## Histoire
La gare d'Emmachi est inaugurée le 23 septembre 2000 avec la réouverture à double voie de la section de la ligne Sagano entre les gares de Nijō et de Hanazono,. À partir du 2 avril 2001, certains trains du service rapide arrêtent désormais à la gare d'Emmachi. À partir du 23 mars 2002, tous les trains du service rapide desservent la gare. À partir du 1er novembre 2003, les cartes à puce du service ICOCA sont utilisables à la gare d'Emmachi. Le 17 mars 2018, un système de numérotage des stations de la ligne Sagano est introduit et le code « JR-E05 » y est assigné,. Le service de guichet Midori no Madoguchi (ja) est supprimé le 7 février 2020 et est remplacé le lendemain par le service Midori no Kenbaiki Plus (みどりの券売機プラス).

## Service des voyageurs

### Accueil
La gare dispose d'un bâtiment voyageurs, situé au premier étage, tandis que le quai se trouve en position aérienne au second étage. Il est accessible par un escalier roulant et un ascenseur. Les guichets se trouvent dans le bâtiment voyageurs et sont ouverts de 5h30 à 23h00. Les employés ne sont pas présents du premier train jusqu'à 6h30, de 12h00 à 13h00, de 15h00 à 16h40, de 19h30 à 20h30 et de 21h00 à 23h00. On trouve aussi une consigne automatique et des toilettes publiques,.

### Desserte
La gare comprend un quai central, dont les deux voies sont disposées de la façonte suivante :
- Ligne Sagano
  - voie 1 : direction Kyoto
  - voie 2 : direction Kameoka, Sonobe et Fukuchiyama

### Gares adjacentes
| «    |  | Service                       |  | »               |
| ---- |  | ----------------------------- |  | --------------- |
| Nijō |  | Ligne Sagano (service rapide) |  | Saga-Arashiyama |
| Nijō |  | Ligne Sagano (service local)  |  | Hanazono        |

### Intermodalité
Les autobus du réseau d'autobus de Kyoto (ja) desservent la gare, à la station « Nishinokyō-Enmachi » (西ノ京円町), où passent les lignes 15, 26, 53, 91, 93, 202, 203, 204 et 205.
Les autobus de la société privée Kyoto Bus (ja) arrêtent aussi à la station « Nishinokyō-Enmachi » (西ノ京円町), nommément les lignes 62, 63, 65, 66 et la line Marutamachi.

## Dans les environs

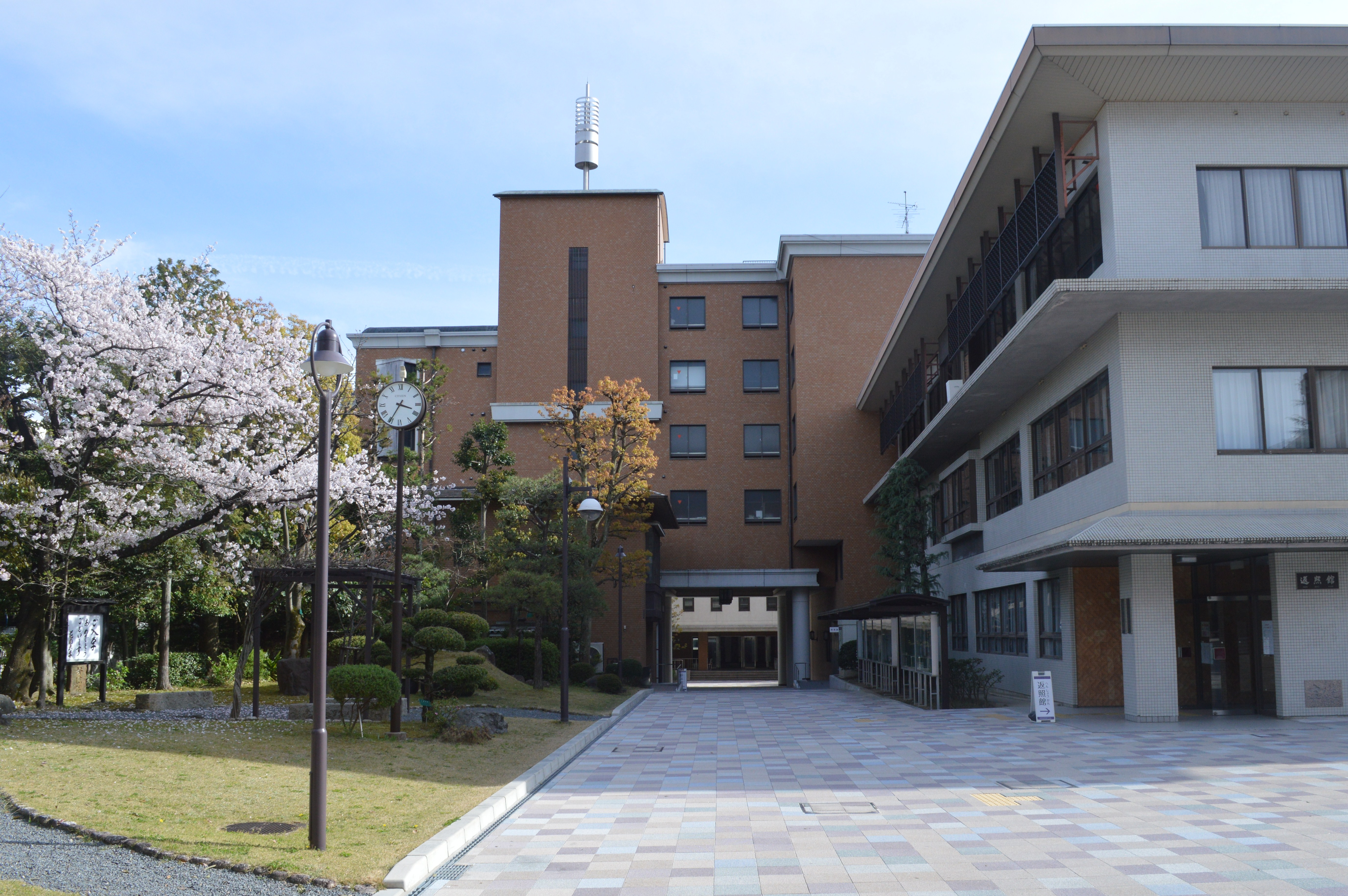
L'université de Hanazono.

La gare se trouve dans le secteur Enmachi (ja) de l'arrondissement de Nakagyō au carrefour de Marutamachi-dōri et de Nishiōji-dōri (ja). Les lieux proches de la gare incluent l'université de Hanazono (ja) et le Bureau météorologique de Kyoto (ja) entre autres.